# Complacência pulmonar
A complacência dos pulmões é o grau de extensão dos pulmões para cada aumento da pressão transpulmonar (diferença entre pressão intra-alveolar e a pressão pleural). Em um adulto a complacência total é cerca de 200 mililitros de ar para cada centímetro de pressão de água.
- fibrose está associada com uma diminuição da complacência pulmonar.
- enfisema/DPOC estão associados com um aumento da complacência pulmonar.

Surfactante pulmonar aumenta a complacência.
A complacência é maxima em volumes pulmonares moderados, e muito baixa em volumes que são muito baixos ou muito altos.

## Cálculo
A complacência pulmonar é calculada usando a seguinte equação, onde ΔV é a mudança no volume e ΔP é a mudança na pressão:
{\displaystyle C={\frac {\Delta V}{\Delta P}}}